# Tiros desde el punto penal

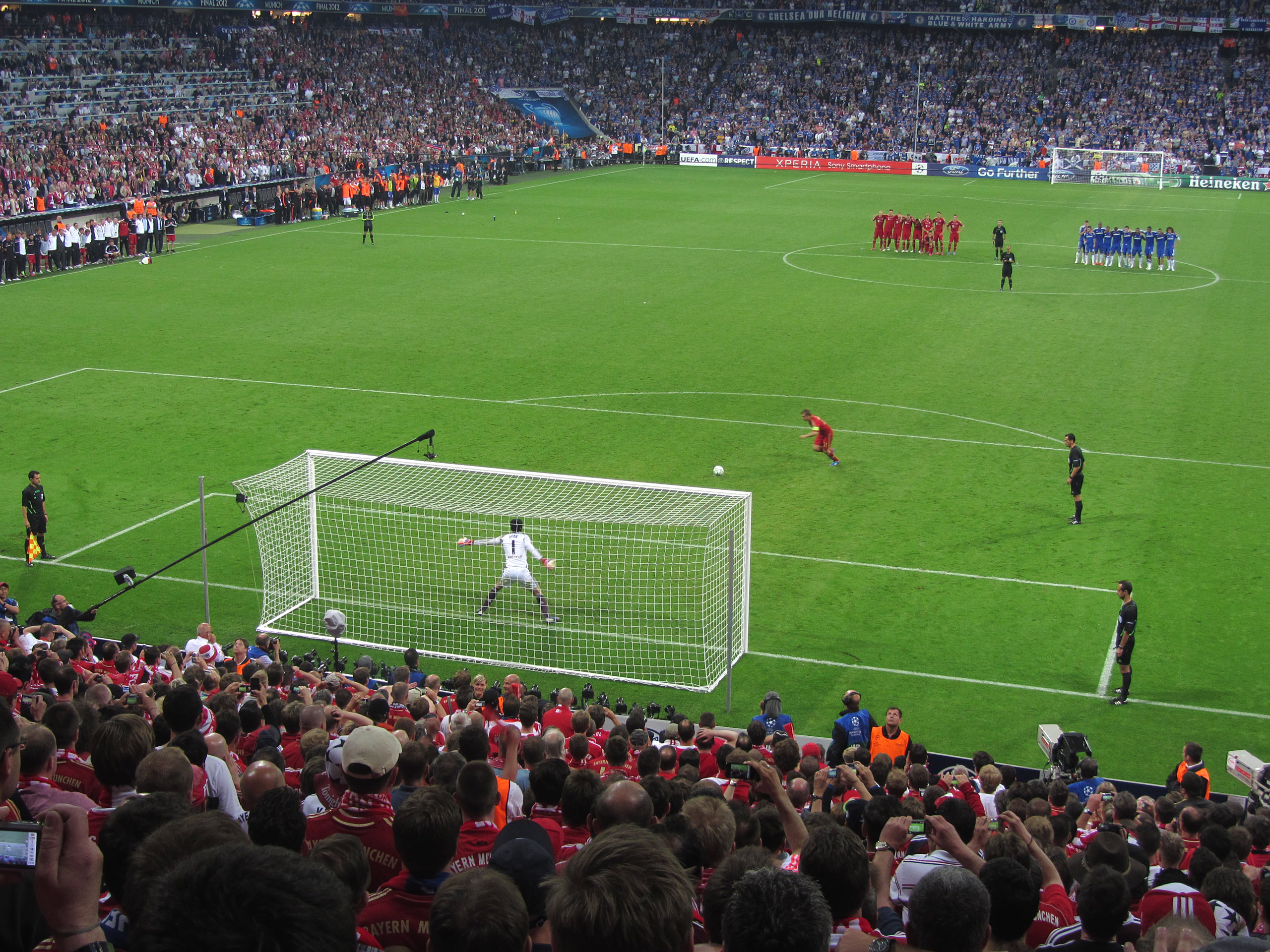
Tanda de penaltis en la final de la Liga de Campeones de la UEFA 2011-12 entre el Bayern de Múnich y el Chelsea. A diferencia de un penalti durante un partido, en las tandas los jugadores permanecen en el centro del campo.

Los tiros desde el punto penal, (ha sido denominado como: lanzamientos desde el punto de penalti, tanda de penaltis o penales, definición por penales o penaltis) también llamados simplemente como penaltis o penales, constituyen un método utilizado para definir el ganador de un partido empatado de fútbol asociación. Se aplica cuando, ante un partido empatado, se requiere un desempate, para definir el paso de un equipo hacia la próxima fase o para decidir al ganador de un torneo o de una instancia definitoria. Se cuenta como victoria o derrota dependiendo del resultado.

## Uso
El procedimiento es usado en enfrentamientos de eliminación directa para decidir qué equipo se clasifica a una siguiente fase o para decidir al campeón, en el caso de un empate. Según las reglas de cada torneo, antes de una tanda de penales, un tiempo suplementario, prórroga o tiempo extra puede ser jugado o no ser jugado (dependiendo de las reglas establecidas), una vez terminado el partido original durante el tiempo reglamentario de los 90 minutos que dura un partido, y en caso de no ser jugado el tiempo suplementario, los jugadores deben ir directamente a la tanda de penaltis, en competiciones como la Copa Libertadores o la Champions League hay definiciones directas desde el punto penal una vez terminado los 90 minutos reglamentarios de un partido durante las fases eliminatorias octavos de final, cuartos de final, y semifinales y sólo habrá un tiempo en las finales del torneo, pero en torneos como la Eurocopa o en un torneo de una copa mundial habrá tiempo extra antes de las definiciones desde el punto penal. 
Las competiciones de la Conmebol son un ejemplo en que los tiros desde el punto penal son utilizados inmediatamente después de finalizar el partido, sin prórroga. En algunas ediciones de la Copa América, como en 2007, también se han empleado los penaltis como método de desempate en la fase de grupos, en el caso de que los equipos empatados jugaran entre sí el último partido de la misma.
Una definición por penaltis también puede ser pactada antes de un partido si no está contemplado en el reglamento de la competición, como ocurrió en el Torneo Preolímpico Sudamericano Sub-23 de 2000 entre Argentina y Chile.
A finales de la década de 1980, algunas ligas europeas, como las de Hungría, Noruega y Yugoslavia, experimentaron con tandas de penaltis en los partidos empatados, otorgando al ganador un punto más sobre el perdedor. Lo mismo ocurrió en los inicios de la Major League Soccer de Estados Unidos, en el Torneo Plácido Galindo en medio del campeonato nacional de Perú, en el Campeonato colombiano 1998 y en el Campeonato 1988-89 de la Primera División de Argentina. Esta práctica fue pronto abandonada en todas las competiciones.

## Procedimiento
Las ejecuciones se realizan de manera similar a la de los penaltis ejecutados durante los partidos, según lo especificado en la regla 14, con algunas particularidades.
El procedimiento no es parte del partido, por lo tanto los penaltis marcados en el mismo no se incluyen en el resultado final ni se agrega como gol anotado en la estadística de los jugadores, ya que un penalti marcado no es considerado un gol. Estrictamente, las tandas de penaltis no deciden al ganador de un partido, sino que este se mantiene empatado y el resultado de la tanda se limita a seleccionar al equipo que pasa de ronda o gana un torneo. No obstante, es común decir que un equipo «ha ganado en los penaltis» o «ha perdido por penaltis».

### Resumen del procedimiento
- Solo los jugadores que terminaron en juego al finalizar el partido podrán participar en los tiros. Puede hacerse una sustitución únicamente en caso de lesión del portero durante la tanda, siempre y cuando su equipo no haya agotado el máximo de cambios permitidos en el partido. De lo contrario uno de los jugadores deberá ocupar la posición en la meta.
- En el caso de que algún equipo termine el partido con menos de once jugadores, ya sea por lesiones o expulsiones, el otro equipo descartará tantos jugadores como sean necesarios para igualar el número, quedando en ambos la misma cantidad de tiradores. La norma pretende no dar tanta ventaja considerable al equipo que más jugadores tenga ante su rival que lleva lo contrario.
- Los ejecutores de los tiros son elegidos por el director técnico de cada equipo quien también decidirá el orden, sin necesidad de informar al árbitro.
- Un equipo, que es decidido por sorteo entre los capitanes mediante el lanzamiento de la moneda, elige la portería donde se realizarán los tiros, salvo en caso de fuerza mayor, como mal estado de alguna de las áreas, mala iluminación o por seguridad.
- Mediante un nuevo sorteo, el equipo ganador del mismo decide si tira primero o segundo.
- Los jugadores que no participan en el tiro deben estar dentro del círculo central, exceptuando al portero del equipo que tira, que deberá esperar su turno fuera del área, en un lateral junto a la línea de fondo.
- Cada remate se realiza como se ejecuta un penalti, desde el punto ubicado en el área, con la portería defendida solo por el guardameta rival, quien debe mantenerse entre los postes en la línea de meta, hasta que el balón sea puesto en movimiento, pero pudiendo saltar en el lugar, mover sus brazos y trasladarse a lo largo de la línea para tratar de distraer al tirador.
- Cada ejecutante solo podrá tocar una vez el balón por cada intento. Una vez tocado el mismo, el balón es puesto en juego y el tirador no puede volver a tocarlo para intentar marcar, igual que sucede en cualquier penalti durante el partido.
- En caso de que el portero no haya evitado totalmente la anotación y que el balón cruce la línea de gol por algún accidente o movimiento especial (como entrar luego de impactar con el poste o por descuido soltarlo y/o haberlo dejado rodar hasta dentro de la portería o patearlo por error, por ejemplo), la conversión es dada por válida.
- Los equipos se turnan alternativamente para intentar marcar hasta que cada uno haya lanzado cinco tiros, en una primera tanda. Si un equipo ya no tiene posibilidades de igualar la cantidad de goles que el otro ha conseguido con los tiros que le resten, no es necesario continuar con los penales faltantes y se finaliza la definición.
- Si después de los primeros diez tiros (cinco por cada equipo), los mismos siguen empatados, los equipos tirarán un penalti cada uno hasta que se produzca el desempate, esto es conocido como "Muerte súbita".
- Ningún jugador podrá realizar dos tiros, a menos que todos sus compañeros lo hayan realizado antes, incluyendo el portero.
- Los goles anotados en la definición, no son válidos para las estadísticas de los máximos goleadores del torneo que se compite.
- El árbitro podrá amonestar o expulsar a cualquier miembro del cuerpo técnico o jugador que se encuentre o no participando en la definición, cuando a su criterio haya cometido alguna infracción que merezca tal sanción.

## Historia
Antiguamente, tras un empate en un partido definitivo, se disputaba otro encuentro al día siguiente o se jugaba una prórroga. En otros casos, los partidos de eliminación directa empatados eran definidos por sorteo, lanzando una moneda, como sucedió en la Eurocopa 1968, cuando Italia accedió a la final a costa de la Unión Soviética. Aunque, más o menos formalmente, en distintos torneos en todo el mundo se ensayó más de una vez este tipo de definición.
Hasta el momento la definición por penales más antigua registrada para desempatar un partido, data de 1940. En la mencionada ocasión Newell's Old Boys se impuso por esa vía ante Tiro Federal por un certamen oficial de la Asociación Rosarina de Fútbol
Luego a comienzo de los años 1950, hay registros en otras partes del mundo. El más antiguo de estos del que se tiene constancia se dio en los dieciseisavos de final de la Copa de Yugoslavia de 1952-53. En ella resultó vencedor de la tanda el Nogometni Klub Kvarner de Rijeka por 4-3. Más tarde se produjeron en la Copa Italia de 1958-59. La primera ocasión de su uso en una competición internacional fue con la Uhrencup de 1962.
En España se vieron por primera vez en Cádiz para dilucidar el vencedor del trofeo amistoso veraniego Ramón de Carranza en su edición de 1962. Se decidió llevarlo a cabo tras la finalización de los 90 minutos reglamentarios como solución rápida para dar un vencedor en el acto en lugar de esperar un día más para jugar un partido de desempate. El Club de Fútbol Barcelona se impuso al Real Zaragoza tras dieciséis lanzamientos. Pese a ello no fue la primera vez que se tenía constancia de tal definición en el territorio español, ya que casi una década antes, en 1955, fue en La Coruña en un encuentro entre el Real Club Deportivo de La Coruña y el Club de Regatas Vasco da Gama brasileño, de gira por Europa, para homenajear a Julián Cuenca. La copa puesta en juego que el mismo homenajeado donó tenía su reglamentación, y el requisito de desempate en caso de terminar igualados a goles al final del tiempo suplementario estaba estipulado que fuera una tanda de penaltis:

“...si en el transcurso del tiempo reglamentario no hubiera un vencedor, se jugaría una prórroga de 30’, al finalizar la cual, y de mantenerse el empate, se decidiría la adjudicación del trofeo con la ejecución de penaltis, llevándosela el bando que de esta forma marcara más goles”.
Reglamentación del partido homenaje a Julián Cuenca. Diario Marca. 26 de mayo de 1955.

En competición oficial en España no se produjeron hasta la Copa del Generalísimo 1970-71 —actual Copa del Rey—.
La FIFA aprobó oficialmente el método el 27 de junio de 1970, previa recomendación de la International Board.

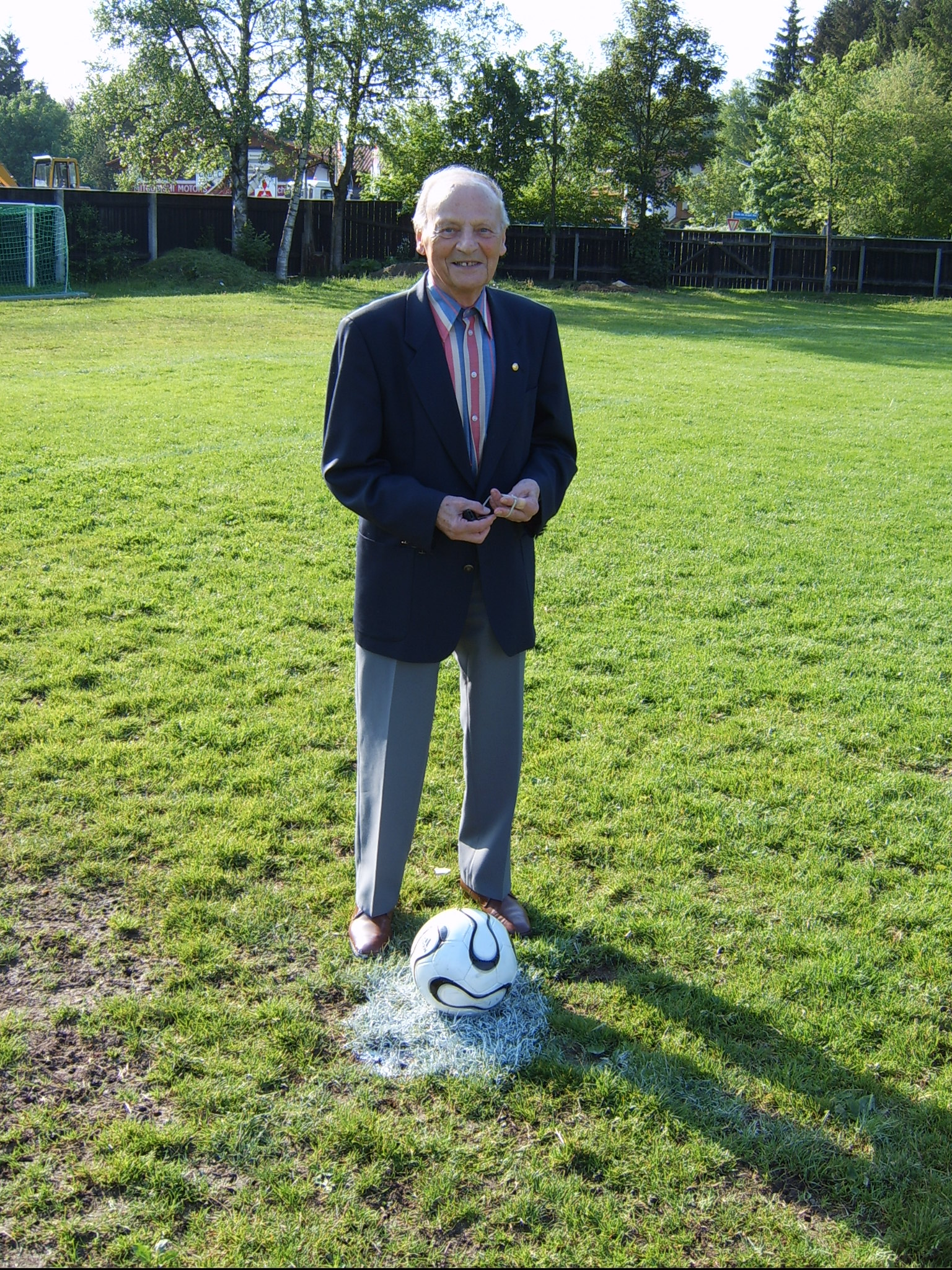
Karl Wald.

Habitualmente se otorga el mérito de la propuesta de reglamentación del procedimiento al árbitro alemán Karl Wald. Cuando lo propuso en 1970, la Federación Bávara de Fútbol intentó que no prosperase la sugerencia, declinando cuando la mayoría de los delegados estuvo a favor de la idea. Luego, la Federación Alemana de Fútbol siguió la propuesta, aceptándola también la UEFA y la FIFA.
Inicialmente, los equipos no se alternaban para patear. Un equipo tiraba cinco veces, seguido del otro. La definición terminaba cuando existiera un obvio ganador. En caso de empate, ambos equipos tenían una segunda ronda de cinco tiros cada uno hasta definir al ganador. Los tiros alternados fueron introducidos en 1976.
La primera definición por tiros desde el punto penal en competición oficial en Inglaterra fue en 1970, entre Hull City y Manchester United durante la semifinal de la Copa Watney (Watney Mann Invitational Cup) que fue ganada por este último. El primer futbolista en ejecutar fue George Best, y el primero en fallar Denis Law. Ian McKechnie, el guardameta de Hull City, fue el que se lo detuvo, convirtiéndose el primero de la historia en hacerlo. Casualmente, en esa misma definición, se convirtió en el primer guardameta en fallar un tiro, enviando la pelota por encima del travesaño, decretando la eliminación del Hull City.
La primera competición internacional entre naciones definida por este método fue la Eurocopa 1976, entre Checoslovaquia y Alemania Federal. Checoslovaquia ganó 5-3 después de haber empatado la final a dos goles. El tiro decisivo fue convertido por Antonín Panenka, quien lanzó el balón dando nombre a un estilo denominado penalti a lo Panenka, una ejecución característica que consiste en picar suavemente la pelota hacia el centro de la portería, sorprendiendo al portero. Este lanzamiento no solo aseguró el título para su equipo, sino que se ha convertido en una técnica icónica, replicada en numerosos momentos significativos del fútbol (Francesco Totti en la Eurocopa 2000,Zinedine Zidane en la final del Mundial de 2006, Dani Carvajal en la final de la Liga de Naciones de la UEFA 2022-23).

### En las copas mundiales de la FIFA
Las finales de cinco copas mundiales, entre masculinas y femeninas, se decidieron por tandas de penaltis. Las dos primeras fueron en el mismo estadio: el Rose Bowl, de Pasadena.
Copa Mundial

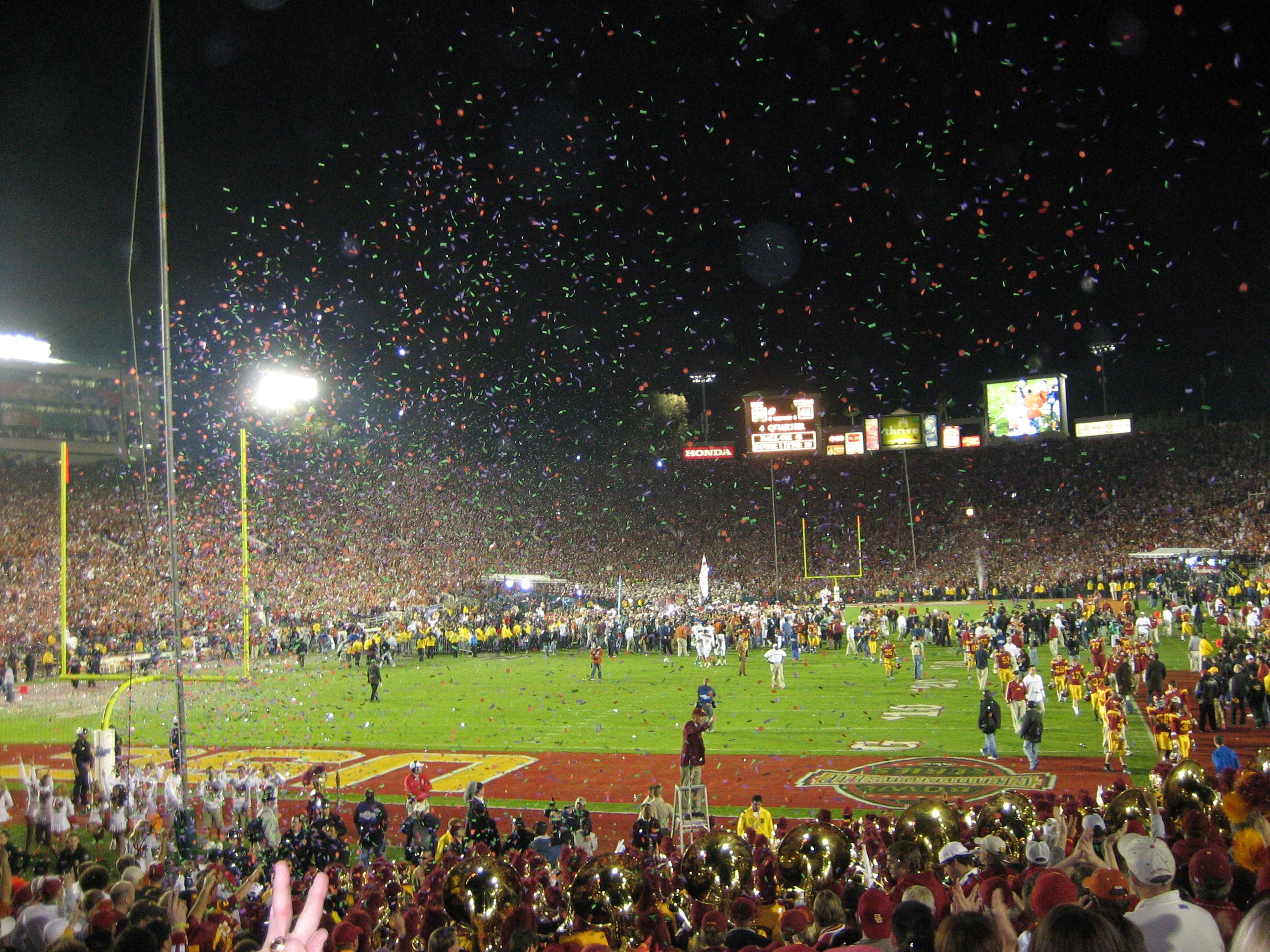
El Rose Bowl. Habitualmente se juega fútbol americano universitario.

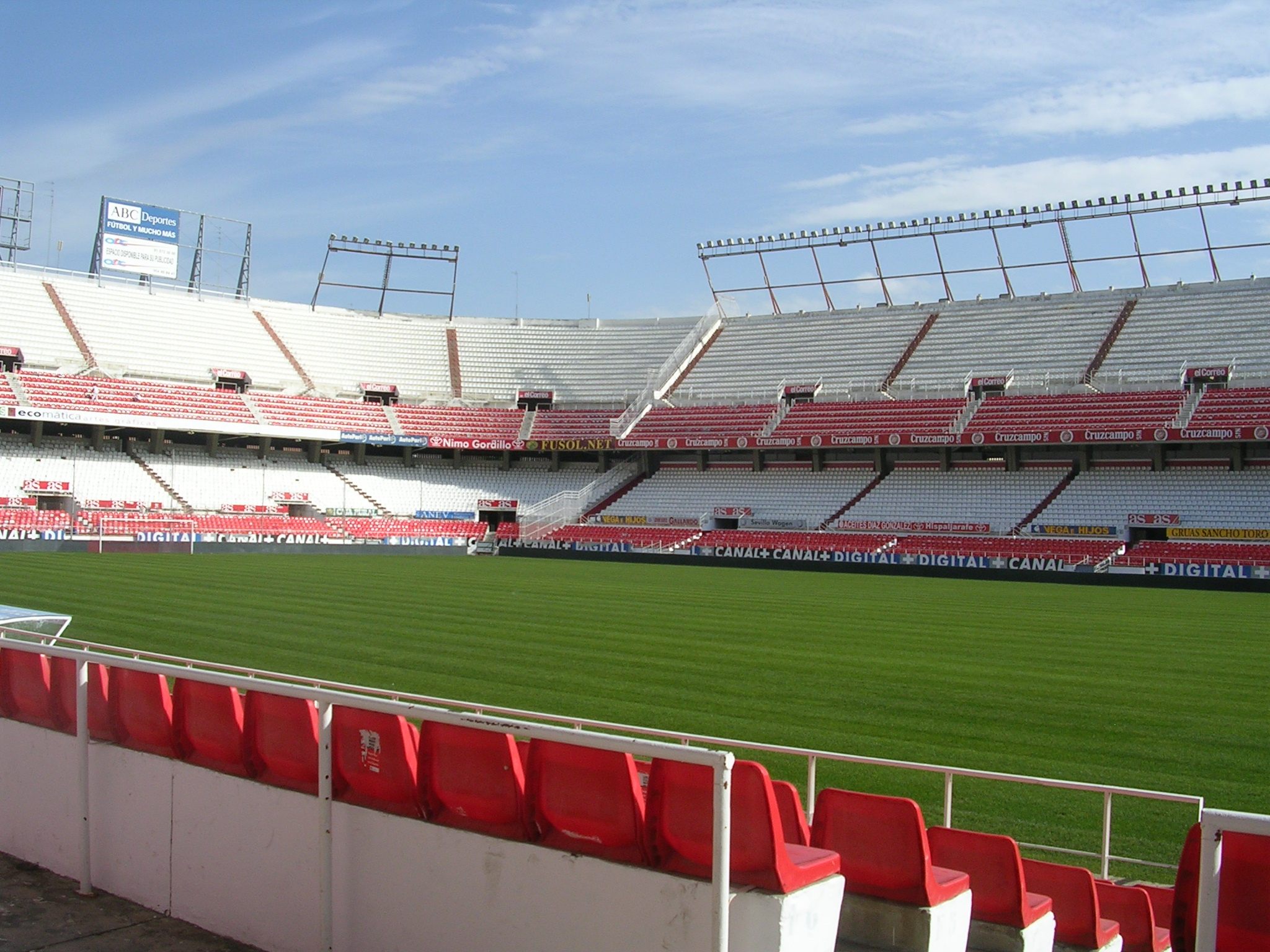
Estadio Ramón Sánchez Pizjuán.

- La final de la Copa Mundial de 1994, entre Brasil e Italia, fue la primera en decidirse de esta forma tras finalizar la prórroga sin goles. Luego, Brasil ganó la tanda por 3-2. Roberto Baggio es recordado por fallar el último tiro.
- La final de la Copa Mundial de 2006 también se decidió por penaltis, y fue ganada por Italia 5-3 frente a Francia, en Berlín. El partido había terminado 1-1, sin goles en la prórroga.
- La final de la Copa Mundial de 2022 fue la tercera en decidirse por penaltis, con la victoria de Argentina por 4-2 frente a Francia en Lusail, Catar. El partido acabó 3-3 tras la prórroga, con cada equipo anotando un gol en la misma.

La primera definición que ocurrió en una Copa Mundial fue en la de España 1982, en el recordado partido de semifinal entre Alemania Federal y Francia. Alemania Occidental ganó en los penales 5-4 en el Estadio Ramón Sánchez Pizjuán, de Sevilla, después de haber empatado en la prórroga tras ir perdiendo 3-1. Anteriormente, los partidos empatados se volvían a jugar generalmente a los dos días.
El 16 de noviembre de 2005, una plaza en el Mundial fue determinada por penaltis por primera vez. La repesca de la Copa Mundial de Fútbol de 2006 entre Australia y Uruguay finalizó con un 1-1 global, por sendos triunfos de los equipos en sus partidos como local. Después de la prórroga sin goles, Australia ganó la tanda por 4-2.
Copa Mundial Femenina
- Al igual que en la final de 1994, la prórroga de la final la Copa Mundial Femenina de 1999 finalizó sin goles, en el Rose Bowl. En los penales, Estados Unidos derrotó a China por 5-4, con el tiro ganador de Brandi Chastain, que es recordado por la posterior celebración de Chastain quitándose la camiseta.[23][24]
- La final de la Copa Mundial Femenina de 2011 entre Japón y Estados Unidos finalizó 1-1, tras el partido, y 2-2, tras el alargue. Entonces, se recurrió al método de definición por penales, siendo la selección japonesa la ganadora del encuentro por un marcador de 3-1.

## Influencia de los guardametas
Al participar en todos los tiros penales, los guardametas son fundamentales para obtener una definición por penales exitosa.
Varios de ellos son conocidos por ganar definiciones atajando y pateando. También están los llamados "ataja-penales", que son los que constantemente evitan goles en las definiciones, siendo claves en el triunfo de su equipo.

## Controversias

### ¿Tiene ventaja el equipo que lanza primero?
Ignacio Palacios-Huerta ha sugerido que la secuencia alternativa otorga una ventaja injusta al primer equipo lanzador. Con evidencias estadísticas se muestra que el equipo que empieza a lanzar gana en un 60 por ciento de las ocasiones, dado que el equipo que lanza en segunda posición tiene más presión. Como remedio, propuso usar la secuencia Thue-Morse para determinar el orden de lanzadores.
Para probar de reducir esta ventaja, la IFAB puso a prueba en marzo de 2017 diferentes secuencias en los tiros desde el punto de penal semejantes a los servicios de tiebreak del tenis (primero el equipo A y luego el equipo B):
Secuencia original
AB AB AB AB AB (si el empate persiste) AB AB etc.
Secuencia Thue-Morse (en pruebas)
AB BA AB BA AB (si el empate persiste) BA AB etc.
Las primeras pruebas sobre la nueva secuencia se realizaron en mayo de 2017, en el Campeonato Europeo Femenino Sub-17 de la UEFA 2016-17 y en el Campeonato Europeo Sub-17 de la UEFA 2017, en el que la final que otorgó el título a la selección española frente a Inglaterra, se decidió en la tanda de penales, con este nuevo sistema.

## Alternativas
Las definiciones son criticadas porque resuelven el partido con solo una mínima parte del juego y que involucra en parte al azar, por lo que varias alternativas han sido propuestas.

### Gol de oro y gol de plata
Los métodos de gol de oro y gol de plata buscaban disminuir la cantidad de prórrogas que terminaban en tiros desde el punto penal. En el primero, el partido terminaba apenas se anotaba el primer gol en el tiempo suplementario, y estuvo vigente en los mundiales de 1998 y 2002. El primer gol de oro en la historia de los mundiales de fútbol se produjo durante el partido que enfrentaba a la selección anfitriona, Francia, contra la de Paraguay, por la fase de octavos de final del Mundial de 1998. En tanto que en la edición de 2002 se recuerda la eliminación de Italia por parte de Corea del Sur.
El segundo reducía los tiempos de 15 minutos de dos a uno, jugándose el segundo solo si el primero terminaba empatado. La International Board decidió dejar de lado estos métodos en 2004 y regresar al procedimiento de dos tiempos extras de 15 minutos, ya que incentivaban el juego defensivo, pues los equipos preferían mantenerse con vida en el partido a arriesgarse a recibir un gol y perderlo de inmediato.

### Elshootouten los Estados Unidos
La North American Soccer League en la década de 1970 y después la Major League Soccer en la de 1990 experimentaron con una variación del procedimiento de la definición.
En lugar de un tiro penal normal, el denominado shootout comenzaba a 35 yardas (32 metros) del arco, teniendo el ejecutante 5 segundos para intentar el tiro haciendo todos los movimientos necesarios para acercarse y tener un buen ángulo de tiro. Este procedimiento es similar al usado en el penalti del hockey sobre hielo.
Este formato favorecía a los jugadores habilidosos, ya que podían intentar amagues frente al guardameta, como se utiliza habitualmente en las definiciones uno a uno (o mano a mano). La MLS abandonó el experimento en 2000, siguiendo su tendencia actual a seguir las reglas del fútbol tal como se juega en el resto del mundo.

### Alternativas actualmente en uso
Una alternativa a los tiros desde el punto penal son las repeticiones de partidos empatados (replays), como ocurre en la FA Cup de Inglaterra. En este torneo, la localía del primer partido se decide por sorteo, y en caso de empate se juega un replay con la localía invertida. No hay repeticiones en las semifinales y la final, que se juegan en el estadio de Wembley como campo neutral.
Propuestas alternativas a los tiros desde el punto penal no han sido aprobadas por la IFAB. Sin embargo, en junio de 2007, el presidente de la FIFA, Joseph Blatter, declaró que no quiere más definiciones por penaltis en la final de la Copa Mundial.

### Otras alternativas
La modalidad Atacante Defensor Guardameta (ADG) fue desarrollada por Timothy Farrell en 2008. ADG presenta una serie de 10 competiciones en los que un atacante inicia desde 32 yardas y tiene 20 segundos para marcar un gol contra un defensor y un guardameta. Al término de las 10 competiciones, el equipo con mayor cantidad de goles gana el partido.

## Marcas
- La tanda más larga ocurrió en la Copa de Namibia, el 23 de enero de 2005,[34] donde KK Palace derrotó a Civics 17-16 en 48 penaltis.[35]

- La mayor cantidad de penales convertidos ocurrió en el torneo argentino de Primera División 1988-89, donde Argentinos Juniors venció a Racing Club por 20 a 19, después de 44 ejecuciones.[36]

- El 31 de agosto de 2005, se batió un récord en Inglaterra cuando Tunbridge Wells y Littlehampton Town patearon 40 tiros en la FA Cup, ganando Tunbridge 16-15.[37]

- Otras tandas históricas fueron la de la final de la Copa de Campeones de Europa 1985-86 disputada entre el Steaua de Bucarest y el F. C. Barcelona y la de la eliminatoria de cuartos de final de la Copa América 2011 disputada entre Paraguay y Brasil porque en ambas tandas se anotaron solamente dos goles. El Steaua de Bucarest y la selección de Paraguay ganaron al F. C. Barcelona y a la selección de Brasil, respectivamente por 2-0.[38][39]

- El 20 de junio de 2007, se estableció un nuevo récord en la UEFA. La semifinal del Campeonato Europeo Sub-21 entre los Países Bajos e Inglaterra, jugado en Heerenveen, finalizó 1-1. Se necesitaron 32 tiros para el triunfo de los Países Bajos por 13-12.[35]

- El 21 de julio de 2023, en la fase de grupos de la Leagues Cup 2023, el club León de México derrotó 16-15 a los Vancouver Whitecaps de Canadá, ejecutándose un total de 38 tiros desde el punto penal, convirtiéndose en la serie de penales más larga en un torneo internacional de clubes.[40]